# Saison 16 d'Alerte Cobra
Chronologie
Saison 15 Saison 17
Cet article présente le guide des épisodes la seizième saison de la série télévisée Alerte Cobra.

## Distribution

### Acteurs principaux
- Erdoğan Atalay : Sami Gerçan (inspecteur)
- Christian Oliver : Jan Richter (inspecteur)

### Acteurs récurrents
- Charlotte Schwab : Anna Angalbert (chef de service)
- Carina Wiese : Andréa Schäffer puis Gerçan (secrétaire)
- Dietmar Huhn : Henri Granberger (brigadier)
- Gottfried Vollmer : Boris Bonrath (brigadier)
- Siggi H : Siggi Müller (brigadier)
- Niels Kurvin : Armand Freund (police scientifique)
- Kerstin Thielemann : Isolde Maria Schrankmann (procureure générale)

## Diffusion
En Allemagne, la saison a été diffusée du 9 septembre 2004 au 18 novembre 2004, sur RTL Television.
En France, la saison a été diffusée du 8 janvier 2006 au 9 avril 2006 sur TF1. À noter que TF1 diffusait aléatoirement les épisodes.

## Épisodes

### Épisode 1:Pour le meilleur et pour le pire
- Allemagne : 9 septembre 2004 sur RTL Television
- France : 8 janvier 2006 sur TF1

### Épisode 2:À tout prix
- Allemagne : 16 septembre 2004 sur RTL Television
- France : 9 avril 2006 sur TF1

### Épisode 3:Camarades en détresse
- Allemagne : 23 septembre 2004 sur RTL Television
- France : 5 février 2006 sur TF1

### Épisode 4:Classé X
- Allemagne : 30 septembre 2004 sur RTL Television
- France : 26 mars 2006 sur TF1

### Épisode 5:L'énigme
- Allemagne : 7 octobre 2004 sur RTL Television
- France : TF1 (date inconnue)

### Épisode 6:Gendarme ou voleur?
- Allemagne : 14 octobre 2004 sur RTL Television
- France : 2 avril 2006 sur TF1

### Épisode 7:La reine mère
- Allemagne : 28 octobre 2004 sur RTL Television
- France : 26 février 2006 sur TF1

### Épisode 8:À chacun sa loi
- Allemagne : 4 novembre 2004 sur RTL Television
- France : 5 mars 2006 sur TF1

### Épisode 9:Faux amis
- Allemagne : 11 novembre 2004 sur RTL Television
- France : 15 janvier 2006 sur TF1

### Épisode 10:Plein gaz
- Allemagne : 18 novembre 2004 sur RTL Television
- France : 19 mars 2006 sur TF1